# Milford (Nebraska)
Milford es una ciudad ubicada en el condado de Seward en el estado estadounidense de Nebraska. En el Censo de 2020 tenía una población de 2155 habitantes y una densidad poblacional de 1.056,37 personas por km².

## Geografía
Milford se encuentra ubicada en las coordenadas 40°46′21″N 97°3′15″O / 40.77250, -97.05417. Según la Oficina del Censo de los Estados Unidos, Milford tiene una superficie total de 2.04 km², de la cual 2.02 km² corresponden a tierra firme y (1.02%) 0.02 km² es agua.

## Demografía

### Censo de 2020
Según el censo de 2020, había 2155 personas residiendo en Milford. La densidad de población era de 1.056,37 hab./km². De los 2155 habitantes, Milford estaba compuesto por el 91.79% blancos, el 0.46% eran afroamericanos, el 0.6% eran amerindios, el 0.56% eran asiáticos, el 0.05% eran isleños del Pacífico, el 1.39% eran de otras razas y el 5.15% pertenecían a dos o más razas. Del total de la población el 2.97% eran hispanos o latinos de cualquier raza.

### Censo de 2010
Según el censo de 2010, había 2090 personas residiendo en Milford. La densidad de población era de 1.025,35 hab./km². De los 2090 habitantes, Milford estaba compuesto por el 97.42% blancos, el 0.29% eran afroamericanos, el 0.38% eran amerindios, el 0.19% eran asiáticos, el 0% eran isleños del Pacífico, el 0.72% eran de otras razas y el 1% pertenecían a dos o más razas. Del total de la población el 1.63% eran hispanos o latinos de cualquier raza.